# Palaeomolis puengeleri
Palaeomolis puengeleri är en fjärilsart som beskrevs av Boettcher 1905. Palaeomolis puengeleri ingår i släktet Palaeomolis och familjen björnspinnare. Inga underarter finns listade i Catalogue of Life.